# Абсолютна геометрія
Абсолютна геометрія — частина класичної геометрії, незалежна від п'ятого постулату евклідової аксіоматики. Іншими словами, це спільна частина евклідової та неевклідової геометрії. Цей термін був запропонований угорським математиком Яношем Бояї в 1832 р.
Перші 28 теорем «Начал» Евкліда належать до абсолютної геометрії. Наведемо декілька прикладів таких теорем:
- У рівнобедрених трикутників кути при основі рівні.
- При перетині двох прямих протилежні кути рівні.
- Проти більшої сторони трикутника лежить більший кут, і навпаки, більшому куту протистоїть більша сторона.

Оскільки п'ятий постулат визначає метричні властивості однорідного простору, відсутність його в абсолютній геометрії означає, що метрика простору не визначена, і більшість теорем, пов'язаних із вимірами (наприклад, теорема Піфагора) не може бути доведена в абсолютній геометрії.